# Samuel Castro Cabrera
Samuel Castro Cabrera (Los Mochis, Sinaloa, 1917-?) fue un político mexicano, miembro del Partido Revolucionario Institucional (PRI). Fue en dos ocasiones diputado federal.

## Biografía
Durante su juventud fue empleado del Ingenio Azucarero de Los Mochis. Fue miembro del PRI y de sus antecesores el Partido Nacional Revolucionario (PNR) y el Partido de la Revolución Mexicana, y participó en las campañas presidenciales del PRI en las elecciones de 1952, 1958 y 1964; durante su actividad política fue cercano colaborador de Gabriel Leyva Velázquez.
En 1958 fue postulado candidato del PRI a diputado federal por el Distrito 1 de Sinaloa, resultando elegido a la XLIV Legislatura que ejerció de 1958 a 1961; en ella, fue integrante de la comisión de Desarrollo Cooperativo; y suplente de las comisiones de la Industria Azucarera; y, de Marina. Tres años después, fue postulado por segunda ocasión por el mismo distrito al cargo de diputado federal; fue elegido para la XLVI Legislatura de 1964 a 1967. En esta legislatura fue integrante de las comisiones de Producción Alimencia; y, de la 2a. de Trabajo.